# Riverside, Quận Clackamas, Oregon
Riverside là một khu chưa hợp nhất trong Quận Clackamas, Oregon, Hoa Kỳ. Nó nằm ở cao độ 292 bộ (89 mét).